# Margaret Archer
Margaret Scotford Archer, född 20 januari 1943 i Grenoside utanför Sheffield i South Yorkshire, död 21 maj 2023 i Kenilworth i Warwickshire, var en brittisk sociolog. Archer var president för Påvliga akademin för socialvetenskaper.

## Biografi
Archer blev professor i sociologi vid universitetet i Warwick 1973 och är knuten till École polytechnique fédérale de Lausanne. Hon blev den första kvinnliga presidenten för International Sociological Association.

## Verk
Archer har gjort sig känd i debatten kring kritisk realism och myntade begreppet analytisk dualism. Archer har bland annat publicerat boken Making our way through the world: human reflexivity and social mobility (2007).